# ابوطالب صارمی (پزشک)
ابوطالب صارمی (متولد ۱۳۲۶ در درگز) پزشک ایرانی و متخصص زنان و زایمان است. او بنیان‌گذار روش لقاح مصنوعی (IVF) در ایران است.

## زندگی
صارمی دورهٔ پزشکی عمومی را در دانشگاه تهران و دانشگاه جندی‌شاپور اهواز گذراند و دوره‌های تخصصی و فوق‌تخصصی را در دانشگاه وین و دانشگاه مونستر طی کرد. او مؤسس و رئیس هیئت مدیرهٔ بیمارستان صارم است.